# LZ104 'L59'

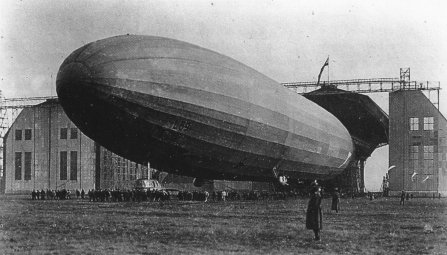
LZ104 'L59'

De zeppelin LZ104 L59 vloog voor het eerst in oktober 1917. Ze ondernam van 21 tot 25 november 1917 een vaart van Jambol in Bulgarije in de richting van Oost-Afrika, om de troepen daar munitie en medicatie te brengen. Toen de L59 zich ter hoogte van Khartoem bevond, kwam het bericht dat de troepen zich hadden overgegeven. De L59 keerde terug en had zo 95 uur gevlogen, waarbij 6.756 km werden afgelegd, een recordafstand voor een zeppelin.
De zeppelin L59 kreeg drie oorlogskruisen: een voor deze vlucht naar Khartoem, een tweede voor het bombardement op Napels en een derde voor een vlucht over het Britse Suezkanaal. Dezelfde zeppelin stortte neer in april 1918 op het eiland Malta. De reden van de crash is onbekend. 